# Willem Maurits van Cats

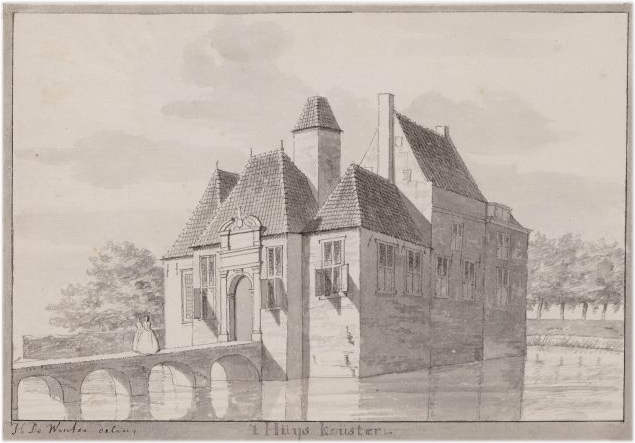
Kasteel Ter Coulster

Willem Maurits van Cats (1670 - Heiloo, december 1743) was een zoon van George van Cats (1632 - na 1676) ambachtsheer van Heiloo, heer van Oesdom en Ter Coulster 1656-1676 en 9e heer van Schagen 1658-1676 en Justina van Nassau (gedoopt Den Haag, 4 maart 1635 - 1721)
Hij werd in opvolging van zijn vader heer van Heiloo en Oesdom, van Coulster, vrijheer van Hoogwoud, Eertswoud en Veenhuizen, ritmeester in Staatse dienst, hoogheemraad van Schieland, extraordinaris ambassadeur aan Spanje in 1719. 
Van Cats en zijn echtgenote Catharina bewoonden het kasteel Ter Coulster te Heiloo, de geboorteplaats van Van Cats, maar hij verbleef veel voor zijn werkzaamheden als ambassadeur van de Republiek der Zeven Verenigde Nederlanden in Spanje, in Den Haag en het buitenland. Na zijn werkzame leven ging hij er weer wonen tot zijn overlijden. Het kasteel had destijds vijfentwintig kamers, zo blijkt uit de boedellijst die na zijn dood werd opgemaakt en bewaard gebleven is.

## Familie
Zijn moeder was een dochter van Willem Maurits van Nassau jonker van Nassau, heer van Grimhuizen (1603-1638) en Maria van Aerssen van Sommelsdijk (ca. 1605-1641).
Hij trouwde in Scheveningen op 5 maart 1719 met Catharina van der Noot vrouwe van Hoogwoude en Aertswoude (Den Haag, 30 mei 1699 - Den Haag, 29 september 1727). Zij was een dochter van Lamoraal baron van der Noot (-1710) en Maria Cornelia barones van den Boetzelaer (16 december 1663 - 8 september 1714). Uit zijn huwelijk zijn geen kinderen geboren.